# فرقعة (طب)
فرقعة (بالإنجليزية: Crepitus)‏، في الطب هي عبارة عن أصوات حزيز أو طقطقة أو تفرقع. ومجموعة من الأحاسيس يشعر بها المريض تحت الجلد والمفاصل أواحساس بالطقطقة بسبب وجود الهواء في أنسجة تحت الجلد.

## أنواع الفرقعة
هنالك أنواع مختلفة من الفرقعة التي يمكن سماعها في أمراض المفاصل، وهي:
- فرقعة العظم: يمكن سماع ذلك عند تحريك شظيتين من الكسر ضد بعضهما البعض.
- فرقعة المفاصل: يمكن سماعها عند تحريك المفصل المصاب بشكل سلبي بيد واحدة، بينما يتم وضع اليد الأخرى على المفصل للشعور بالفرقعة.
- فرقعة التهاب الجراب: تُسمع هذه الفرقعة عندما يحوي السائل في الجراب جسيمات فبرينية صغيرة.
- فرقعة من التهاب زليل الوتر.

## الأسباب
يمكن إنشاء الصوت عندما يتلامس سطحان خشنان في جسم الكائن الحي - على سبيل المثال، في التهاب المفاصل أو التهاب المفاصل الروماتويدي عندما تتآكل الغضاريف حول المفاصل والسطوح في المفصل تتصادم مع بعضها البعض، أو عند فرك السطحان المكسوران في كسور العظام معاً. الفرقعة هي علامة شائعة لكسر العظام.
يمكن بسهولة إنشاء فرقعة ومراقبتها عن طريق ممارسة قدر ضئيل من القوة على المفصل، وبالتالي يحدث ما يُسمى «فرقعة المفاصل». ويعود ذلك إلى تفجرفقاعات النيتروجين المتكونة في السائل الزلالي. يمكن فرقعة كل مفصل في الجسم تقريبًا بهذه الطريقة، لكن المفاصل التي تتطلب أقل قدر من الجهد تشمل إصبع القدم والأصابع ومفاصل الرقبة.
في الأنسجة الرخوة، يمكن حدوث الفرقعة عندما يتم إدخال الغاز في منطقة لا يتواجد بها الغازعادةً.
يمكن أيضًا استخدام المصطلح عند وصف الأصوات الناتجة عن حالات الرئة مثل مرض الرئة الخلالي، ويشار إليه أيضًا باسم «كركرة». غالبًا ما تكون الفرقعة مرتفعةً بما يكفي لسماع الأذن البشرية، على الرغم من أنه قد تكون هناك حاجة إلى سماعة طبية للكشف عن الحالات التي سببتها من أمراض الجهاز التنفسي.
في الإجراءات الجراحية السيئة، تتضمن المضاعفات اللاحقة للجراحة على عدوى لاهوائية من سلالات البكتيريا المطثية الحاطمة، والتي يمكن أن تسبب الغنغرينا الغازية في الأنسجة، مما يؤدي أيضًا إلى حدوث التهاب في الدماغ.
فرقعة تحت الجلد (أو النُفاخ الجراحي) هو صوت طقطقة ناتج عن نفاخةتحت الجلد، أو الهواء المحبوس في نسيج تحت الجلد.